# Stazione di Rosenheim
La stazione di Rosenheim è la stazione ferroviaria della città tedesca di Rosenheim.

## Storia
Il fabbricato viaggiatori venne eretto dal 1950 al 1957 sulle fondamenta dell'edificio preesistente, risalente al 1876 e distrutto durante la guerra.

## Progetti urbanistici futuri
La città di Rosenheim presentò all'Expo Real del 2011 un'idea per l'utilizzo futuro dell'area settentrionale e meridionale del fascio di binari. Essa prevedeva la realizzazione di un campus per costruzioni, ricerche e tecnologia. Un nuovo cavalcaferrovia senza barriere per pedoni e ciclisti dovrebbe collegare meglio la zona sud della città con il suo centro.